# Palacio de Velarde (Oviedo)

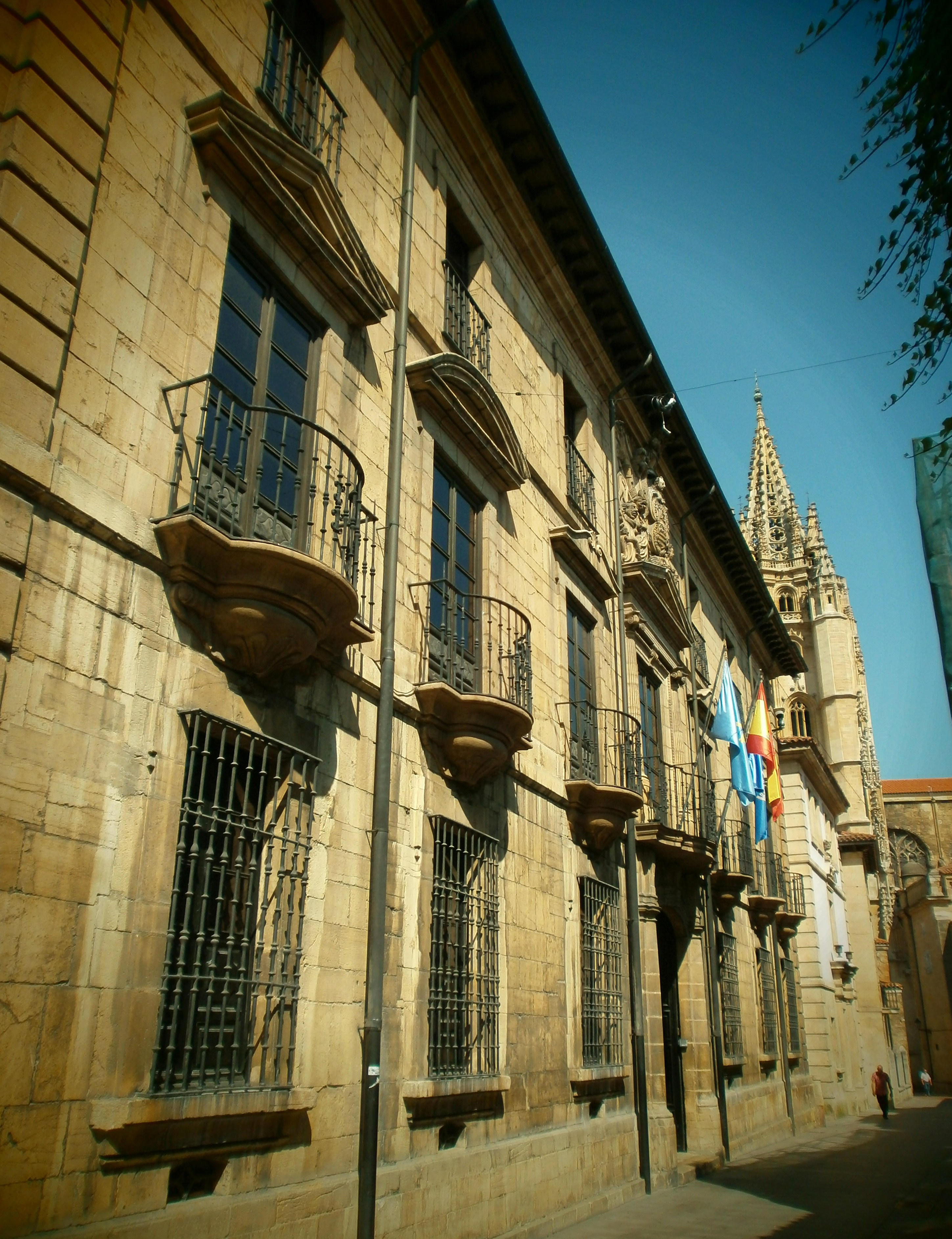
Palacio de Velarde, sede del Museo de Bellas Artes de Asturias.

El palacio de Velarde de Oviedo es un palacio de estilo barroco.

## Historia
El palacio de Velarde está fechado en el año 1765 y obra del arquitecto candasino Manuel Reguera González, uno de los más destacados arquitectos asturianos de todos los tiempos. La edificación estaba destinada a Pedro Velarde, regidor de Oviedo (Asturias, España).
En 1980 es adquirido por el Principado de Asturias para ubicar el Museo de Bellas Artes de Asturias. Anteriormente había sido el colegio femenino Santo Ángel.

## Arquitectura
De esta edificación cabe destacar sobre todo su fachada principal a la calle Santa Ana, su espléndido jardín y su patio interior de sección cuadrada con dos arcos por cada lado sujetos por columnas toscanas. Tiene además una escalera de estilo imperial que da paso a la galería del primer piso desde donde se accede al corredor que se abre sobre el patio inferior. Es uno de los tres edificios que ocupa el Museo de Bellas Artes de Asturias.